# 胡立鹏
胡立鹏（？—？），中华人民共和国政治人物、外交官。

## 生平
1988年，接替赵振魁担任中华人民共和国驻安哥拉大使。1992年，由张宝生接任，其改任中华人民共和国驻尼日利亚大使。